# ウィリアム・ラングソン・レイスロップ
ウィリアム・ラングソン・レイスロップ（William Langson Lathrop、1859年3月29日 -  1938年9月21日）はアメリカ合衆国の画家である。ペンシルベニア州のニューホープ地域に集まって活動したアメリカの「印象派」の画家の一人である。「ペンシルベニアの印象派画家」と呼ばれることもある画家で、印象派のスタイルで風景画を描いた。

## 略歴
オハイオ州のペインスヴィル(Painesville)の農家に生まれた。1870年代にニューヨークでイラストレーターや版画家として美術的な仕事をはじめたが、十分な収入が得られなかった。1880年にヨーロッパを旅し、ヨーロッパで出会った女性と結婚し、アメリカに戻ったが、経済的事情で美術から遠ざかった。友人に説得されて、ニューヨークの伝統のある展覧会に水彩画を出展して、最高賞を受賞し、「ニューヨークタイムズ」に絶賛された評価が掲載されて画家としてのキャリアが始まった。
1899年にフィラデルフィアから50kmばかり離れたバックス郡のデラウェア川沿いの村、ニューホープ(New Hope)に移った。他の芸術家もその地域に集まるようになり「戸外制作」を行い風景画を描いた。弟子とともに、「サンシャイン」という名前のはしけで、デラウェア運河に出て、運河沿いの風景も描いた。30年間にわたってニューホープ地域の風景画を描き、明るい色使いが特徴となった。
1916年にニューホープの近くに住む芸術家、チャールズ・ローゼン、ダニエル・ガーバー、モーガン・コルト、レイ・ブレディンやロバート・スペンサーらと「ニューホープ・グループ」(New Hope Group)として、グループ展を開き、翌年も展覧会を開いた。この地域に住んでいて当時、最も有名だったエドワード・レッドフィールドは参加しなかった。このグループ展はシンシナティやデトロイト、ニューヨークなどの美術館、画廊で開かれた。ニューホープの自宅前の砕石小屋を改装して展示場とした。レイスロップの妻はこの地を訪れる芸術家をもてなした。
1920年代に20フィートの長さのボートを手作りして「The Widge」と名づけ、友人とデラウェア川を航行させて楽しんだ。大西洋沿岸を航行させたこともあった。有名な物理学者のアインシュタインを乗せたこともあった。1938年に嵐の予測の中、ボートを安全な入り江に移す作業中に海に落ち遺体は1月後に回収された。目撃者は心臓マヒをおこした可能性を示唆した。

## 作品

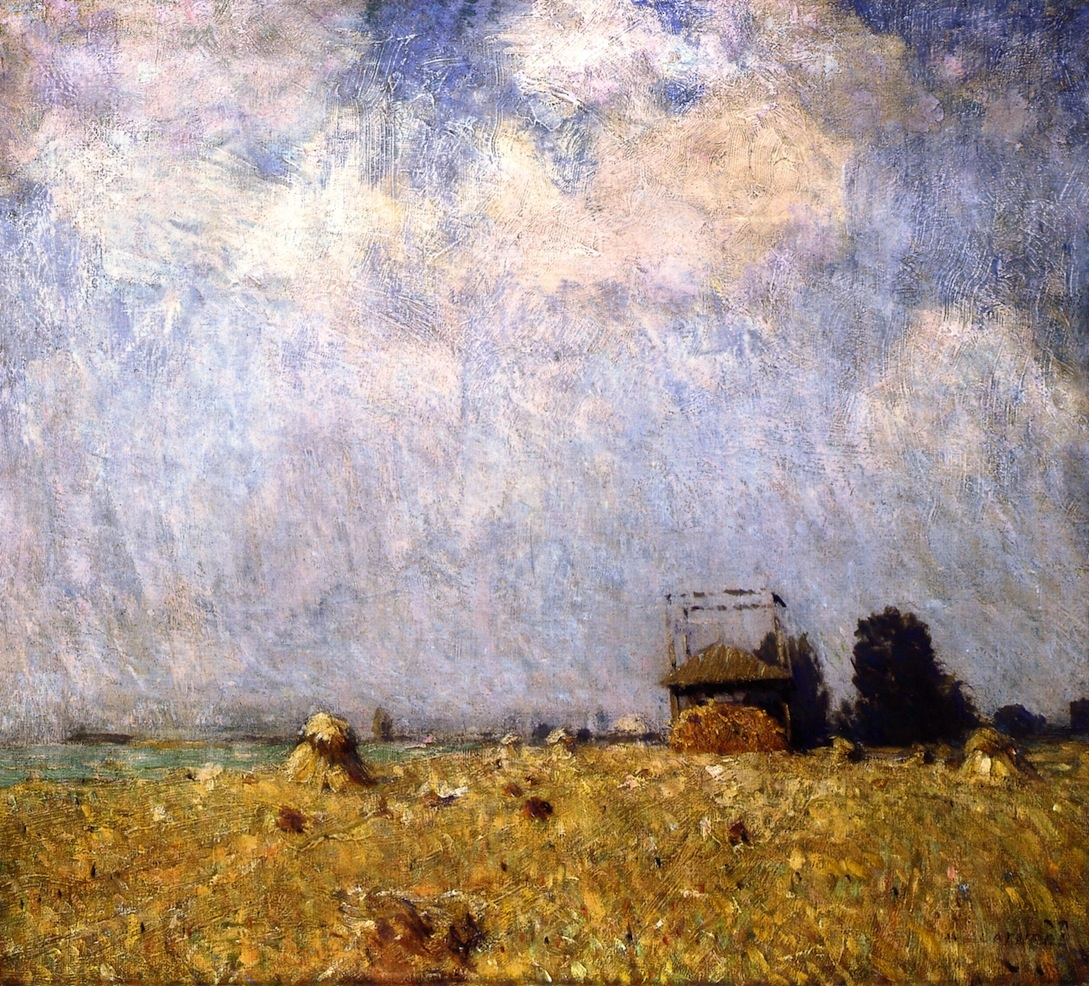
「夏の午後」(1915)
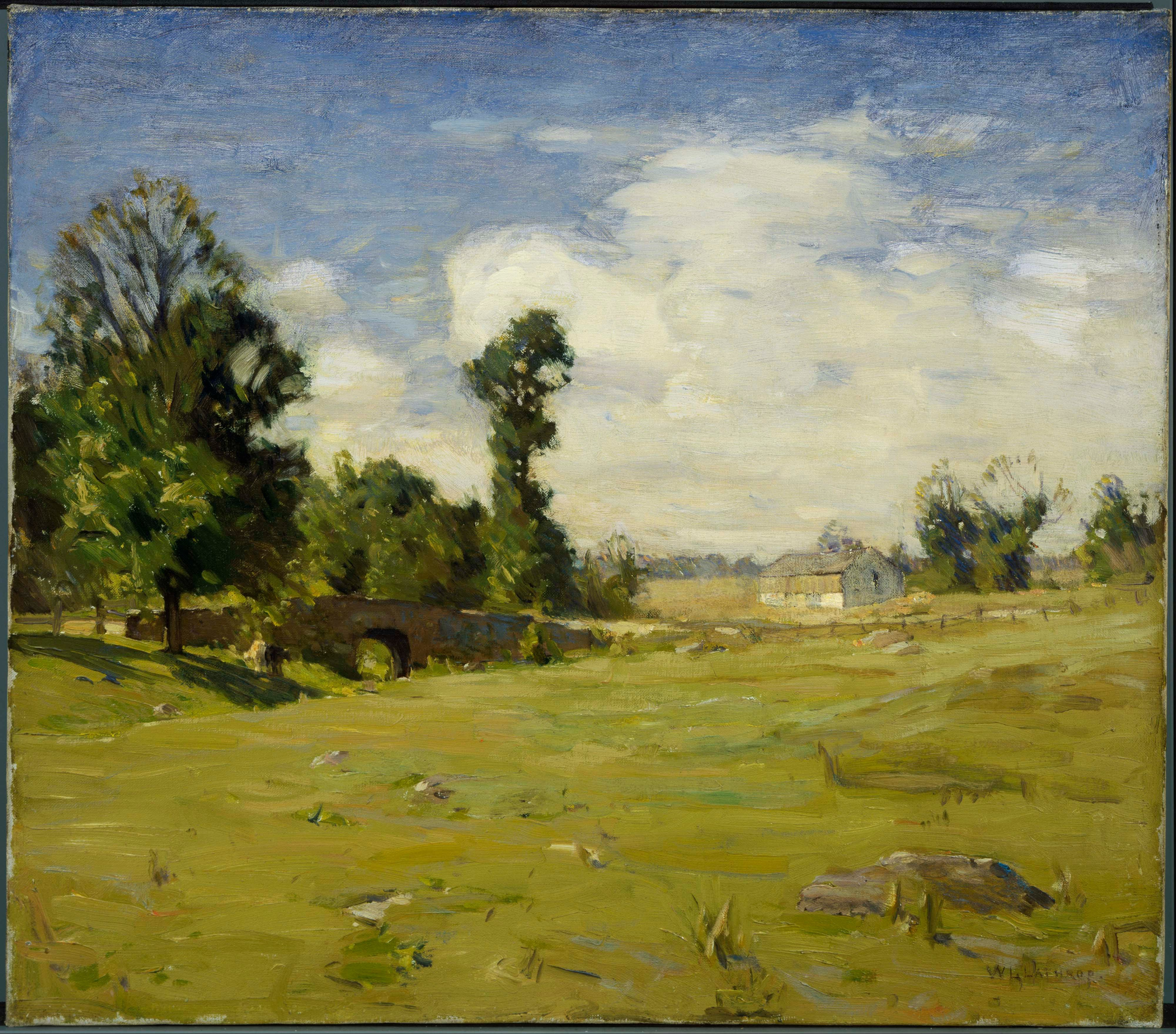
"Ely's Bridge"
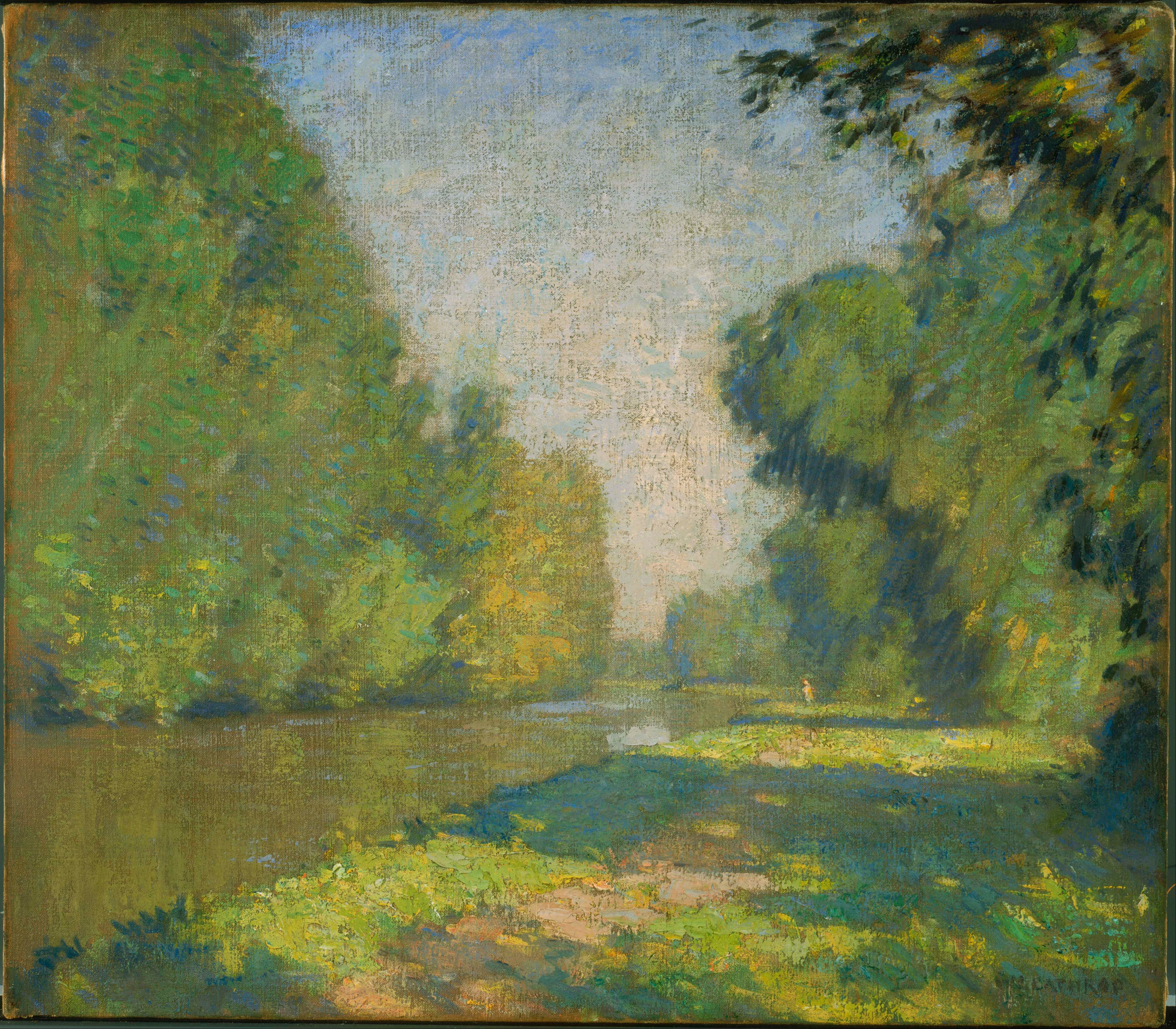
"The Tow Path"
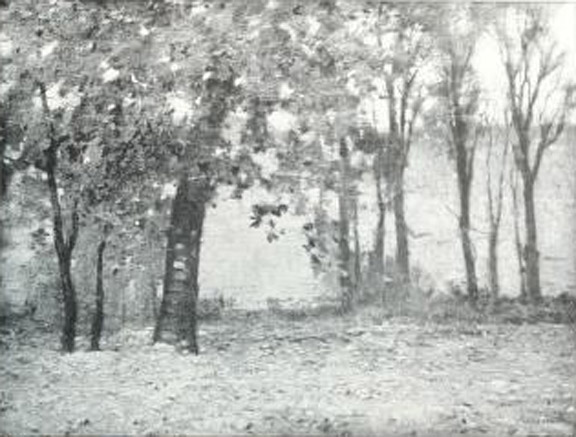
"October Evening"